# Die Unberührbare
Die Unberührbare ist der vierte Spielfilm des deutschen Regisseurs Oskar Roehler aus dem Jahr 2000. Roehler verarbeitete darin die letzte Phase im Leben seiner Mutter Gisela Elsner.

## Handlung
Herbst 1989: Im Fernsehen laufen die Bilder vom Fall der Berliner Mauer, während die Schriftstellerin Hanna Flanders in ihrer Münchner Wohnung mit dem Dramatiker Ronald telefoniert und ihren Selbstmord mit Arsen ankündigt. Beide entschließen sich, noch eine Zigarette zu rauchen, und Ronald kann Hanna dazu überreden, die Arsenflasche aus der Hand zu legen.
Hannas Psyche wurde durch die Nachricht vom Fall der Mauer noch mehr erschüttert, als sie es ohnehin schon ist: Hanna ist nikotin- und tablettensüchtig und kann nicht mehr schlafen. Nun fühlt sie auch noch die Last, nicht mehr verlegt zu werden, da die DDR das einzige Land war, in dem ihre Bücher noch gedruckt wurden. Die Utopie, die Gedanken Lenins in der Bundesrepublik durchzusetzen, ist mit dem Fall der Mauer Utopie geblieben. Sie entschließt sich, nach Berlin zu ziehen. Der Umzug verschlingt einen Großteil ihres Vermögens, einen weiteren Batzen gibt sie für einen Mantel von Dior aus.
Sie besucht in Berlin zunächst ihren Sohn, der aggressiv reagiert, als Hanna in seiner Wohnung raucht, da er sich seit dem Mauerfall das Rauchen abgewöhnt habe. Sie kann seine Berlin-Begeisterung nicht teilen und fragt ihn auch noch nach Rauschgift. Ihre latente Verachtung seiner schriftstellerischen Arbeit bringt ihn auf, und sie geht. Hanna zieht in das Hotel Excelsior und verbringt die Nacht mit einem Prostituierten, unsicher, wie sie sich ihm gegenüber verhalten soll. Am nächsten Tag geht sie zu ihrem Verleger, der halbtrunken mit Freunden feiert und Hanna ankündigt, ihre Werke nun nicht mehr verlegen zu können.
Ihre Möbel aus München sind noch nicht angekommen. Hanna hat kaum noch Geld und wird von der rührigen Grete in der Autorenwohnung des Verlags außerhalb der Stadt in einem Plattenbaugebiet untergebracht. Die Wohnung ist so heruntergekommen, dass Hanna die Nacht über in eine Bar flieht. Auch dort wird gefeiert, und ein betrunkener Lehrer spricht Hanna an. Er habe alle ihre Werke gelesen und einige im Unterricht behandelt. Als er zudringlich wird, weist Hanna ihn ab, sie wird beschimpft und bedroht. Die Barbesucher helfen ihr.
Hanna flieht und findet am nächsten Morgen tränenüberströmt zu einem Imbisswagen. Eine junge Frau, die am Vorabend in der Bar war, nimmt sie in ihre Familie auf. Zum ersten Mal kann Hanna schlafen und auch ihre schwarze Perücke nimmt sie ab. Als sie erwacht, gesellt sie sich zur Familie, merkt jedoch, dass sie mit ihrer Trauer um den Fall der Mauer nicht auf Verständnis stößt. Nach einem kurzen Telefonat mit Ronald verlässt sie Berlin.
Zunächst führt ihr Weg zu ihren Eltern, die sie um Geld bittet. Die Mutter tritt ihr feindlich gegenüber, der Vater verständnisvoll, kann sich gegen ihre Mutter aber nicht durchsetzen. Mit 500 Mark von ihrem Vater geht sie und trifft am Bahnhof auf ihren ersten Mann Bruno, der den gemeinsamen Sohn aus dieser Ehe allein aufgezogen hat. Er überredet sie, mit ihm nach Darmstadt zu fahren, und sie übernachtet bei ihm. Es zeigt sich, dass auch er ein tiefes Trauma – den Flammentod einer geliebten Frau – nie verarbeiten konnte und zum Trinker geworden ist. Hanna verlässt ihn nach der einen Nacht und geht nach München. In ihrer alten Wohnung findet sie alles unberührt vor. Die Möbel sind immer noch unterwegs und sie schläft auf ihren Sachen, die sie in einer Reisetasche immer bei sich hat. Am nächsten Morgen versucht sie, den gekauften Dior-Mantel zurückzugeben, doch wird eine Rücknahme verweigert. Hanna betrinkt sich in einer Bar und bricht schließlich auf offener Straße zusammen.
Sie erwacht in einem Krankenhaus, wo man ihr eröffnet, dass sie einen Nikotinentzug machen müsse, da sie sonst ein Raucherbein bekomme, das amputiert werden müsse. Neben einem Nikotinentzug, der jedoch keine Garantie für eine Rettung des Beines ist, muss Hanna eine Entgiftung beginnen, um von den Tabletten loszukommen. Sie erkennt, dass Zigaretten das einzige in ihrem Leben sind, das sie wirklich mag. Auch ein letzter Besuch von Ronald in der Entzugsklinik, der nach Wien zur Inszenierung eines seiner Stücke geht, gibt ihr keinen Trost mehr. Sie raucht auf der Toilette der Klinik heimlich eine letzte Zigarette und stürzt sich anschließend aus dem Fenster.

## Kritik
„In schwarz-weißen Bildern, die Ausdruck des psychischen Zustands der Hauptfigur sind, wird die Biografie der Dichterin aufgeblättert. Ohne Rückblenden zu benutzen, macht Regisseur Oskar Roehler, der Sohn von Gisela Elsner, die inneren und äußeren politischen Umstände dieser Vita begreifbar. Der Film, in seiner kritisch-zärtlichen Distanz ein Balanceakt, erweist sich in allen Belangen als künstlerisch eindrucksvoll und erregend. Maßgeblichen Anteil daran hat die überragende Hannelore Elsner in der Titelrolle.“

## Auszeichnungen
2001 wurde Die Unberührbare als bester Spielfilm mit dem Deutschen Filmpreis in Gold ausgezeichnet. Im genannten Jahr erhielt der Film zudem die Goldene Tulpe als bester Film des International Istanbul Film Festival. Hannelore Elsner erhielt für ihre Darstellung im Jahr 2000 den Deutschen Filmpreis sowie den Bayerischen Filmpreis als beste Hauptdarstellerin.